# 高里笛鯛
高里笛鯛，為輻鰭魚綱鱸形目鱸亞目笛鯛科的其中一種，分布於東大西洋區，從塞內加爾至剛果民主共和國半鹹水、海域，棲息深度可達50公尺，體長可達80公分，棲息在沿海珊瑚礁、岩石海域，屬肉食性，以魚類及底棲性無脊椎動物為食，可做為食用魚。

## 擴展閱讀
維基物種上的相關：高里笛鯛